# Hot Sauce
Hot Sauce – pierwszy album studyjny NCT Dream – podgrupy południowokoreańskiego boysbandu NCT. Ukazał się 10 maja 2021 roku, był dystrybuowany przez wytwórnię SM Entertainment. Płytę promował singel „Hot Sauce”.
Repackage albumu, zatytułowany Hello Future, ukazał się 28 czerwca 2021 roku. Zawierał trzy nowe utwory, w tym główny singel „Hello Future”.

## Lista utworów

### Hot Sauce
| CD  | CD                                   | CD                                                                 | CD | CD                                           | CD      |
| Nr  | Tytuł utworu                         | Tekst                                                              | Kompozycja | Aranżacja                                    | Długość |
| --- | ------------------------------------ | ------------------------------------------------------------------ | --- | -------------------------------------------- | ------- |
| 1.  | „Hot Sauce” (kor. 맛)                | Moon Yeo-reum, Jo Yoon-kyung                                       | Martin Wave, Tinashe Sibanda, Philip Kembo, Rosina "Soaky Siren" Russell, John Mitchell, Ninos Hanna, Yoo Young-jin                     | Martin Wave, Bantu, Dr. Chaii, Yoo Young-jin | 3:15    |
| 2.  | „Diggity”                            | Kenzie                                                             | Kenzie, Jonatan Gusmark (Moonshine), Ludvig Evers (Moonshine), Cazzi Opeia (Sunshine)                                                   | Moonshine                                    | 3:29    |
| 3.  | „Dive into You” (kor. 고래)          | Ellie Suh (Joombas)                                                | David "dwilly" Wilson, Wyatt Sanders, James Abrahart                                                                                    | David "dwilly" Wilson                        | 3:12    |
| 4.  | „My Youth” (kor. 우리의 계절)        | Lee Ji-yoon                                                        | David "dwilly" Wilson, Wyatt Sanders, Scott Effman                                                                                      | David "dwilly" Wilson                        | 3:56    |
| 5.  | „Rocket”                             | Jo Yoon-kyung                                                      | Jonatan Gusmark (Moonshine), Ludvig Evers (Moonshine), Stephan Benson (Misunderstood), Jeffrey Okyere-Twumasi (Misunderstood), Realmeee | Moonshine                                    | 2:55    |
| 6.  | „Countdown (3, 2, 1)”                | Jang Jeong-won, Rick Bridges                                       | Jonatan Gusmark (Moonshine), Ludvig Evers (Moonshine), Deez, Bobii Lewis, Rick Bridges, Supreme Boi, Slow Rabbit                        | Moonshine                                    | 3:34    |
| 7.  | „ANL”                                | jane, ron, Grizzly, Daegam (Cracker), E.Do (Cracker), JUNNY, Aisle | no2zcat, Aisle, JUNNY, ron | no2zcat                                      | 3:45    |
| 8.  | „Irreplaceable” (kor. 주인공)        | Cho A-young (Joombas), Rick Bridges                                | Deez, The Family, Rick Bridges | Deez                                         | 3:24    |
| 9.  | „Be There for You” (kor. 지금처럼만) | minGtion (ADC Music), JUNNY                                        | minGtion (ADC Music), JUNNY | minGtion (ADC Music)                         | 3:43    |
| 10. | „Rainbow” (kor. 책갈피)              | Jo Yoon-kyung, Mark, Jeno, Jaemin, Jisung                          | Jurek Reunamäki, Rik Annema, Cimo Fränkel, Annie Schindel, Griff Clawson                                                                | Jurek Reunamäki                              | 3:51    |

### Hello Future
| CD  | CD                                     | CD | CD | CD                                           | CD      |
| Nr  | Tytuł utworu                           | Tekst | Kompozycja | Aranżacja                                    | Długość |
| --- | -------------------------------------- | --- | --- | -------------------------------------------- | ------- |
| 1.  | „Hello Future”                         | Kenzie | Kenzie, Jonatan Gusmark (Moonshine), Ludvig Evers (Moonshine), Adrian McKinnon                                                          | Moonshine                                    | 3:40    |
| 2.  | „Bungee”                               | Kenzie | Kenzie, Jonatan Gusmark (Moonshine), Ludvig Evers (Moonshine), Stephan Benson                                                           | Moonshine                                    | 3:28    |
| 3.  | „Hot Sauce” (kor. 맛)                  | Moon Yeo-reum, Jo Yoon-kyung | Martin Wave, Tinashe Sibanda, Philip Kembo, Rosina "Soaky Siren" Russell, John Mitchell, Ninos Hanna, Yoo Young-jin                     | Martin Wave, Bantu, Dr. Chaii, Yoo Young-jin | 3:15    |
| 4.  | „Diggity”                              | Kenzie | Kenzie, Jonatan Gusmark (Moonshine), Ludvig Evers (Moonshine), Cazzi Opeia (Sunshine)                                                   | Moonshine                                    | 3:29    |
| 5.  | „Life Is Still Going On” (kor. 오르골) | Jeon Ji-eun (January 8th (lalala Studio)), Hwang Seon-jeong (January 8th (lalala Studio)), Kim Jeong-mi (January 8th (lalala Studio)) | Uzoechi Emenike, Sam Klempner | Sam Klempner                                 | 3:38    |
| 6.  | „Dive into You” (kor. 고래)            | Ellie Suh (Joombas) | David "dwilly" Wilson, Wyatt Sanders, James Abrahart                                                                                    | David "dwilly" Wilson                        | 3:12    |
| 7.  | „My Youth” (kor. 우리의 계절)          | Lee Ji-yoon | David "dwilly" Wilson, Wyatt Sanders, Scott Effman                                                                                      | David "dwilly" Wilson                        | 3:56    |
| 8.  | „Rocket”                               | Jo Yoon-kyung | Jonatan Gusmark (Moonshine), Ludvig Evers (Moonshine), Stephan Benson (Misunderstood), Jeffrey Okyere-Twumasi (Misunderstood), Realmeee | Moonshine                                    | 2:55    |
| 9.  | „Countdown (3, 2, 1)”                  | Jang Jeong-won, Rick Bridges | Jonatan Gusmark (Moonshine), Ludvig Evers (Moonshine), Deez, Bobii Lewis, Rick Bridges, Supreme Boi, Slow Rabbit                        | Moonshine                                    | 3:34    |
| 10. | „ANL”                                  | jane, ron, Grizzly, Daegam (Cracker), E.Do (Cracker), JUNNY, Aisle                                                                    | no2zcat, Aisle, JUNNY, ron | no2zcat                                      | 3:45    |
| 11. | „Irreplaceable” (kor. 주인공)          | Cho A-young (Joombas), Rick Bridges                                                                                                   | Deez, The Family, Rick Bridges | Deez                                         | 3:24    |
| 12. | „Be There for You” (kor. 지금처럼만)   | minGtion (ADC Music), JUNNY | minGtion (ADC Music), JUNNY | minGtion (ADC Music)                         | 3:43    |
| 13. | „Rainbow” (kor. 책갈피)                | Jo Yoon-kyung, Mark, Jeno, Jaemin, Jisung                                                                                             | Jurek Reunamäki, Rik Annema, Cimo Fränkel, Annie Schindel, Griff Clawson                                                                | Jurek Reunamäki                              | 3:51    |

## Notowania
| Lista                                      | Pozycja   | Pozycja      |
| Lista                                      | Hot Sauce | Hello Future |
| ------------------------------------------ | --------- | ------------ |
| Circle Album Chart                         | 1         | 1            |
| Belgian Albums (Ultratop Flanders)         | 132       | 74           |
| Belgian Albums (Ultratop Wallonia)         | 190       | 91           |
| Finnish Albums (Suomen virallinen lista)   | 5         | –            |
| Hungarian Albums (MAHASZ)                  | 9         | 35           |
| Oricon Weekly Album Chart (Japonia)        | 1         | –            |
| Billboard Japan Hot Albums                 | 2         | 2            |
| Swedish Physical Albums (Sverigetopplistan | 8         | –            |
| UK Digital Albums (OCC)                    | 72        | –            |
| World Albums (Billboard)                   | 1         | –            |

## Sprzedaż

### Hot Sauce
| Kraj             | Sprzedaż  |
| ---------------- | --------- |
| Korea Południowa | 2 147 646 |
| Japonia          | 84 000+   |

### Hello Future
| Kraj             | Sprzedaż   |
| ---------------- | ---------- |
| Korea Południowa | 1 382 802+ |